# Disilan
Disilan är en kemisk förening av kisel och väte. Ämnet tillhör gruppen silaner och har samma struktur som etan.

## Framställning
Disilan framställs genom hydrolys av magnesiumsilicid (Mg2Si).
{\displaystyle {\rm {5\ Mg_{2}Si+10\ H_{2}O\rightarrow Si_{2}H_{6}+3\ SiH_{4}+10\ MgO+H_{2}}}}
Processen ger 72,73 % silan och 25,78 % disilan, vilket gör den olämplig för produktion av ren silan där disilan är en ovälkommen förorening som ökar risken för självantändning.

## Användning
Både silan och disilan används inom halvledarindustrin för att applicera tunna skikt av kisel på ett substrat.